# Molophilus celaenoleucus
Molophilus celaenoleucus är en tvåvingeart som beskrevs av Alexander 1961. Molophilus celaenoleucus ingår i släktet Molophilus och familjen småharkrankar. Inga underarter finns listade i Catalogue of Life.